# Roger De Breuker
Roger De Breuker (* 13. Juli 1940 in Grobbendonk; † 26. Oktober 2018 in Antwerpen) war ein  belgischer Radrennfahrer.

## Sportliche Laufbahn
Als Amateur gewann De Breuker 1961 die Gesamtwertungen der Belgien-Rundfahrt und der Berliner Vier-Etappenfahrt und 1962 eine Etappe der Friedensfahrt (Gesamtwertung Platz 4). 1961 wurde er Zweiter in der 9-Provinzen-Rundfahrt. Er wechselte 1962 in das Lager der Berufsfahrer. Seine größten Karriereerfolge feierte er bei der  Tour de France 1963, bei der er zwei Etappen für sich entscheiden konnte. 1965 wurde er Belgischer Vizemeister in der Einerverfolgung auf der Bahn und wurde Dritter bei Dwars door Vlaanderen. Nach Ablauf der Saison 1966 beendete er seine Radsportkarriere.

## Erfolge
1961
- Gesamtwertung Belgien-Rundfahrt
- Gesamtwertung Berlin-Rundfahrt

1962
- eine Etappe Friedensfahrt
- zwei Etappen Tunesien-Rundfahrt

1963
- zwei Etappen Tour de France

1965
- Belgische Meisterschaft – Einerverfolgung

## Berufliches
Vor seinem Übertritt ins Lager der Berufsfahrer war De Breuker als Tischler in seinem Geburtsort tätig.